# Городјанка
Городјанка (рус. Городянка) малена је река на западу европског дела Руске Федерације. Протиче преко територије Бежаничког и Дедовичког рејона на истоку Псковске области. Лева је притока реке Шелоњ у коју се улива на 200 километру код села Городња, те део басена реке Неве и Балтичког мора.
Настаје у источним деловима Судомског побрђа. Укупна површина сливног подручја је 124 km², док је дужина водотока 21 километар.